# Siergiej Pajor
Siergiej Jewgienjewicz Pajor (ros. Сергей Евгеньевич Пайор; ur. 29 czerwca 1984 w Omsku) – rosyjski hokeista.

## Kariera
- Awangard-WDW Omsk (2001-2003)
- Awangard Omsk (2003/2004)
- Omskie Jastrieby (2003-2005)
- Eniergija Kemerowo (2004/2005)
- HK Lipieck (2004/2005)
- Nieftianik Leninogorsk (2005–2006)
- Awangard Omsk (2006–2007)
- Sibir Nowosybirsk (2007)
- Nieftianik Leninogorsk (2007–2008)
- Awtomobilist Jekaterynburg (2008–2009)
- Mieczeł Czelabińsk (2009–2011)
- Traktor Czelabińsk (2011)
- Mieczeł Czelabińsk (2011–2012)
- Kubań Krasnodar (2012–2015)
- THK Twer (2015-2016)
- Rubin Tiumeń (2016-2017)
- Jermak Angarsk (2017-)
- Gangwon High1 (2018-2019)
- CSM Dunărea Galați (2019-2021)
- Háromszéki Ágyúsok (2021-)

Od 2012 do 2015 zawodnik Kubania Krasnodar, w tym przez dwa sezony do 2015 kapitan drużyny. Od sierpnia 2015 zawodnik THK Twer. Od maja 2016 zawodnik Rubinu Tiumeń. Od czerwca 2017 zawodnik Jermaka. Od sierpnia 2019 w rumuńskim klubie CSM Dunărea Galați. W sierpniu 2021 został zawodnikiem Háromszéki Ágyúsok.